# Bojan Roganović
Bojan Roganović (in serbo Бојан Рогановић?; 28 settembre 2000) è un calciatore montenegrino, difensore della Torpedo Mosca.

## Carriera
Cresciuto nel settore giovanile del Budućnost, debutta in prima squadra il 14 marzo 2018 in occasione dell'incontro di Prva crnogorska fudbalska liga vinto 1-0 contro il Dečić.

## Palmarès

### Club

#### Competizioni nazionali
- Campionato montenegrino: 1

Buducnost: 2019-2020
- Coppa del Montenegro: 1

Buducnost: 2018-2019